# Виборг (коммуна)
Ви́борг (дат. Viborg Kommune) — датская коммуна в составе области Центральная Ютландия. Площадь — 1418,61 км², что составляет 3,29 % от площади Дании без Гренландии и Фарерских островов. Численность населения на 1 января 2008 года — 92084 чел. (мужчины — 46203, женщины — 45881; иностранные граждане — 3006).

## История
Коммуна была образована в 2007 году из следующих коммун:
- Бьеррингбро (Bjerringbro)
- Фьеннс (Fjends)
- Каруп (Karup)
- Мёльдруп (Møldrup)
- Тьеле (Tjele)
- Виборг (Viborg)

## Изображения

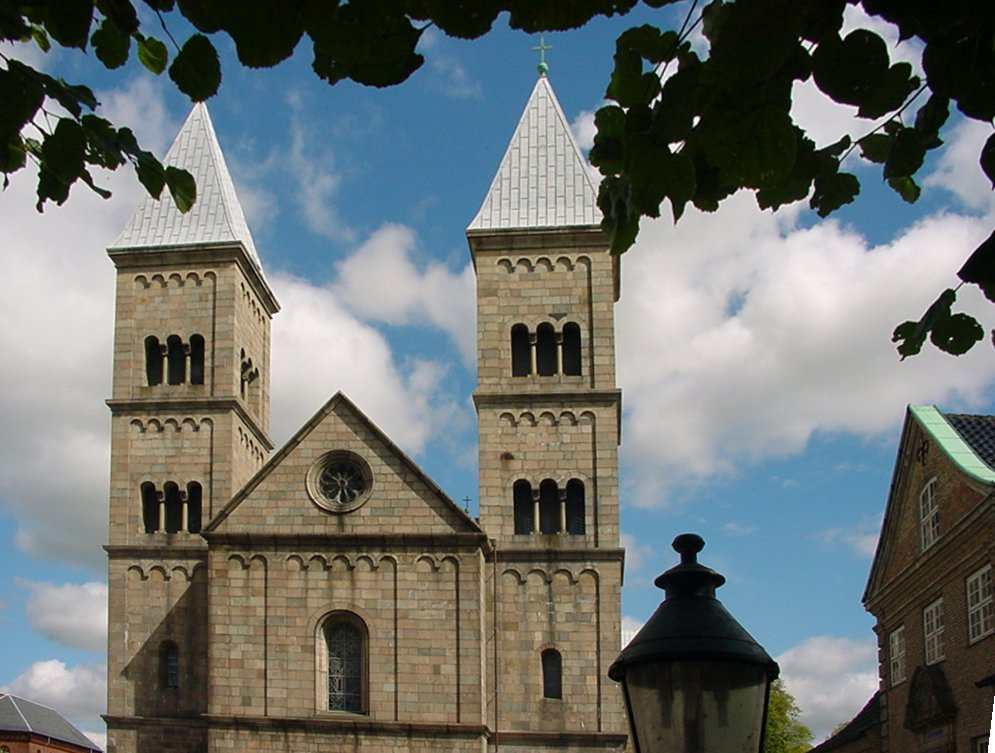
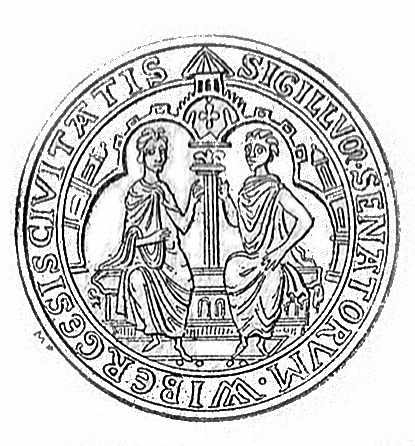
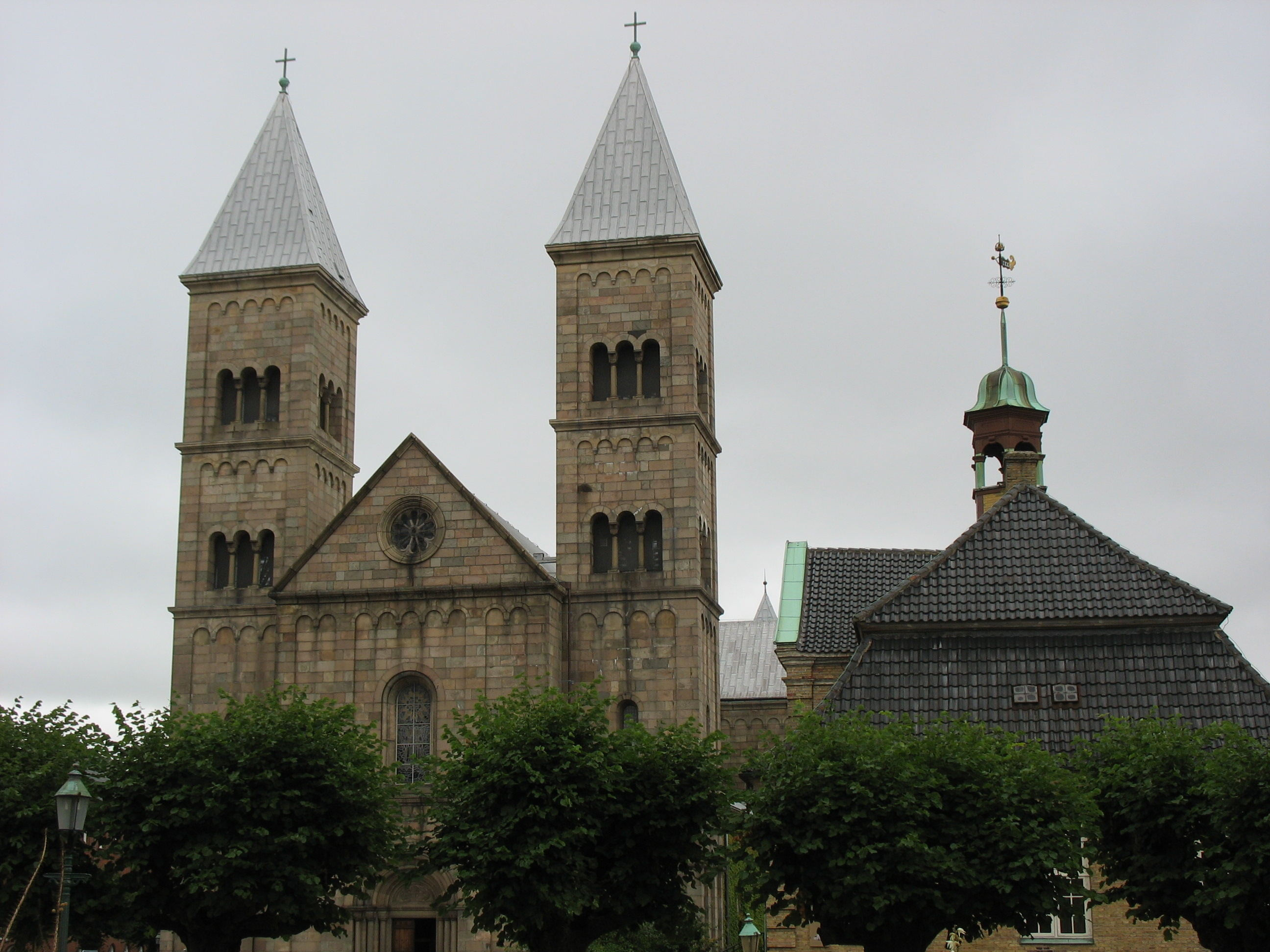
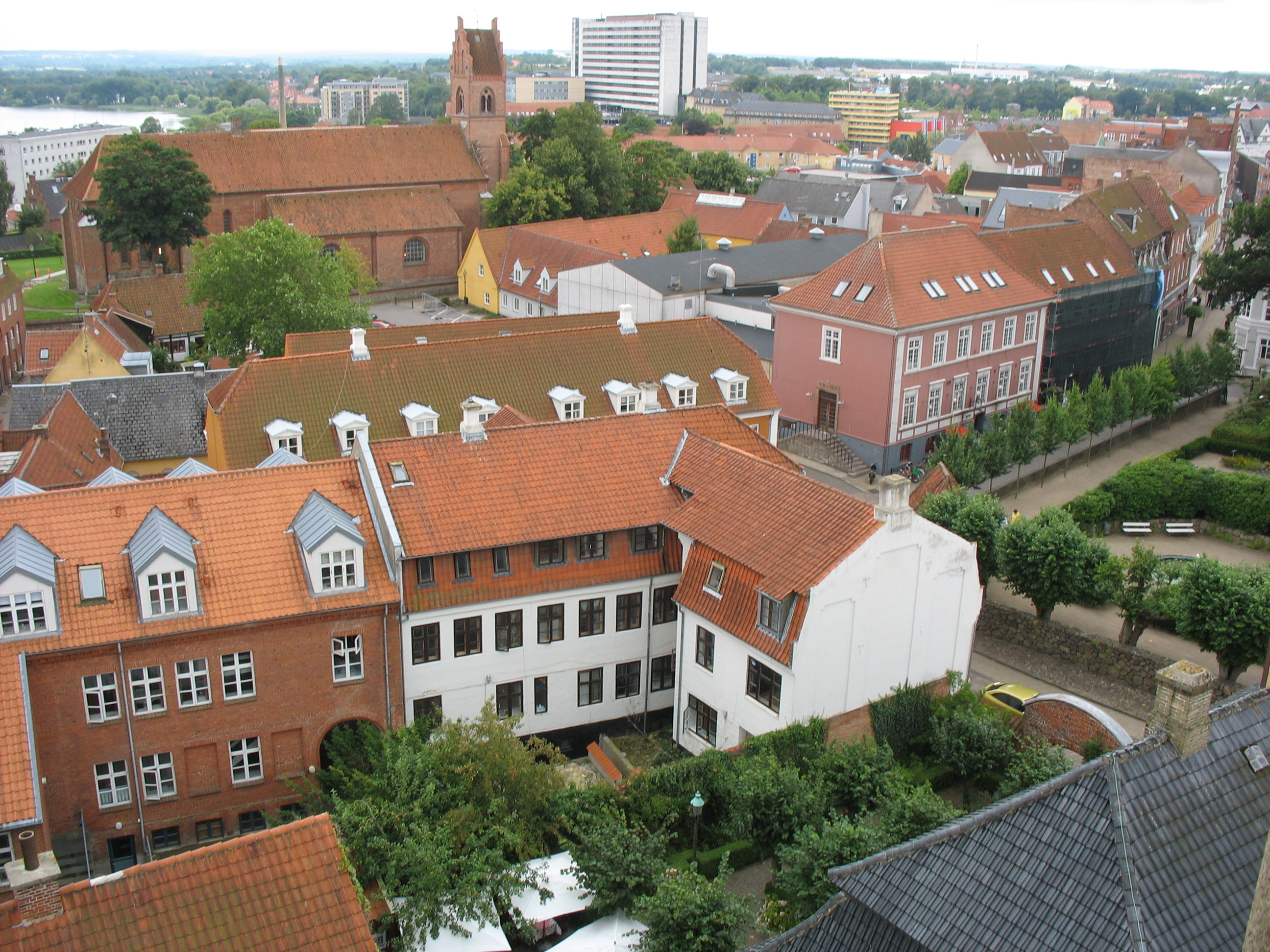

## Железнодорожные станции
- Бьеррингбро (Bjerringbro)
- Рёдкерсбро (Rødkærsbro)
- Стохольм (Stoholm)
- Виборг (Viborg)